# Černá voda (přítok Pressnitz)
Černá voda (německy Schwarzwasser) je potok v Krušných horách. Pramení v sedle mezi vrcholy Macecha a Meluzína v nadmořské výšce 1 035 metrů. Od pramene směřuje na severovýchod a protéká přírodní rezervací Horská louka u Háje, kde do poloviny 20. století stála osada Königsmühle, a přírodní památkou Vápenka v Háji u Loučné pod Klínovcem. Odtud pokračuje do Kovářské, za kterou se stáčí na sever k Černému Potoku, pod kterým vtéká do Německa.

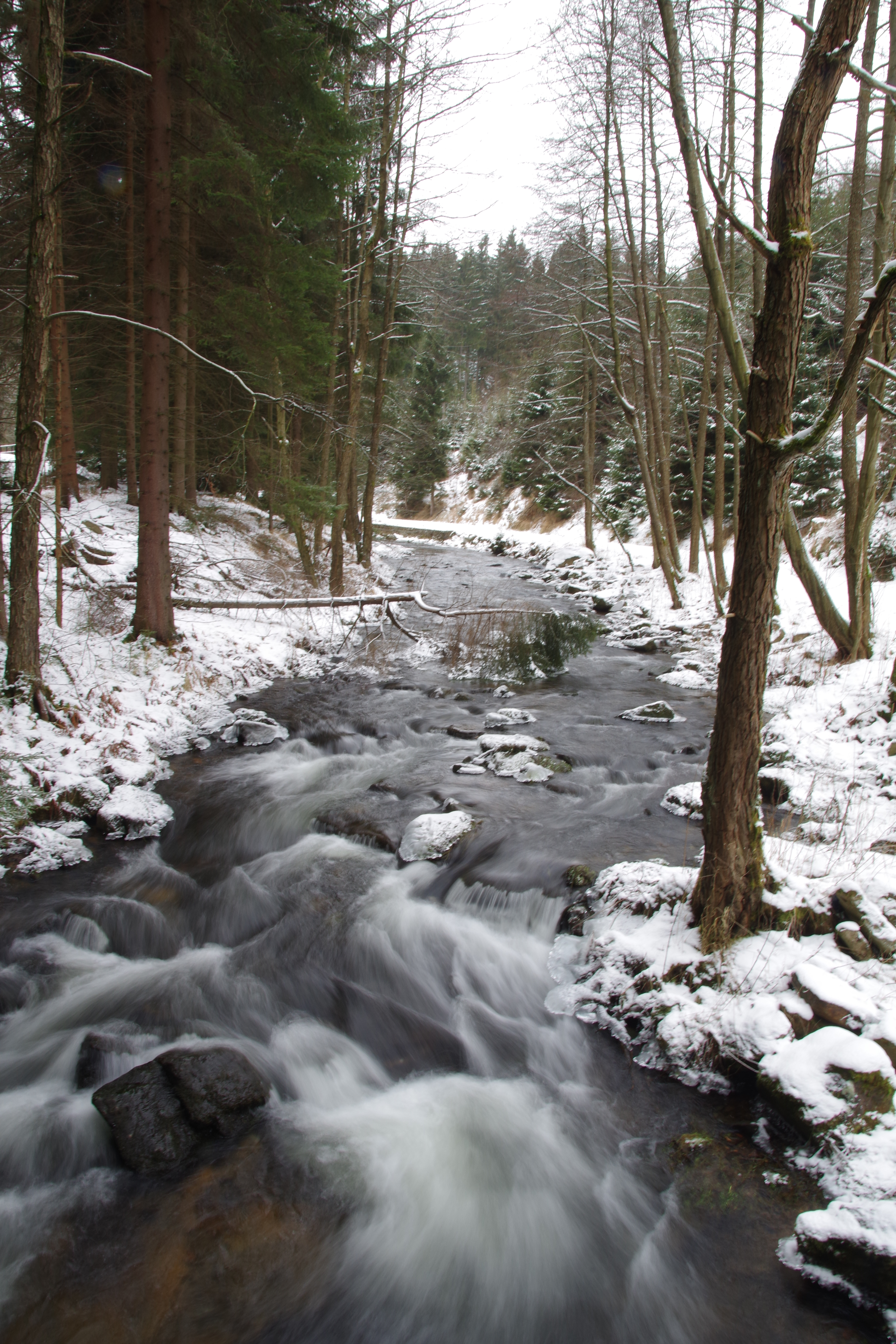
Černá voda v Německu mezi Jöhstadt a Schmalzgrube

Délka české části toku je patnáct kilometrů, plocha povodí 35,4 km² a průměrný průtok na hranici s Německem je 0,4 m³/s. V Německu protéká městem Jöhstadt a po pěti kilometrech se v nadmořské výšce 595 metrů vlévá do Přísečnice. Na svém toku přijímá velké množství drobných přítoků. Mezi významnější patří pravostranné přítoky Písečný potok a potok Milíře jižně od Kovářské.
Na říčním kilometru 3,45 stojí jez, jehož součástí je štola dlouhá 2 926 metrů, která převádí vodu z potoka do vodní nádrže Přísečnice. Délka koruny jezu je 69,5 metru. Maximální kapacita štoly je 7,7 m³/s.